# أوغست أسمان
اوغست اسمان (1819-1898) هو عالم حشرات ألماني متخصص في علم الحشرات الأحفوري من قشريات الجناح ونصفيات الجناح. مجموعاته في متحف التاريخ الطبيعي في جامعة فروتسواف.